# Phonographe
Ne doit pas être confondu avec gramophone.

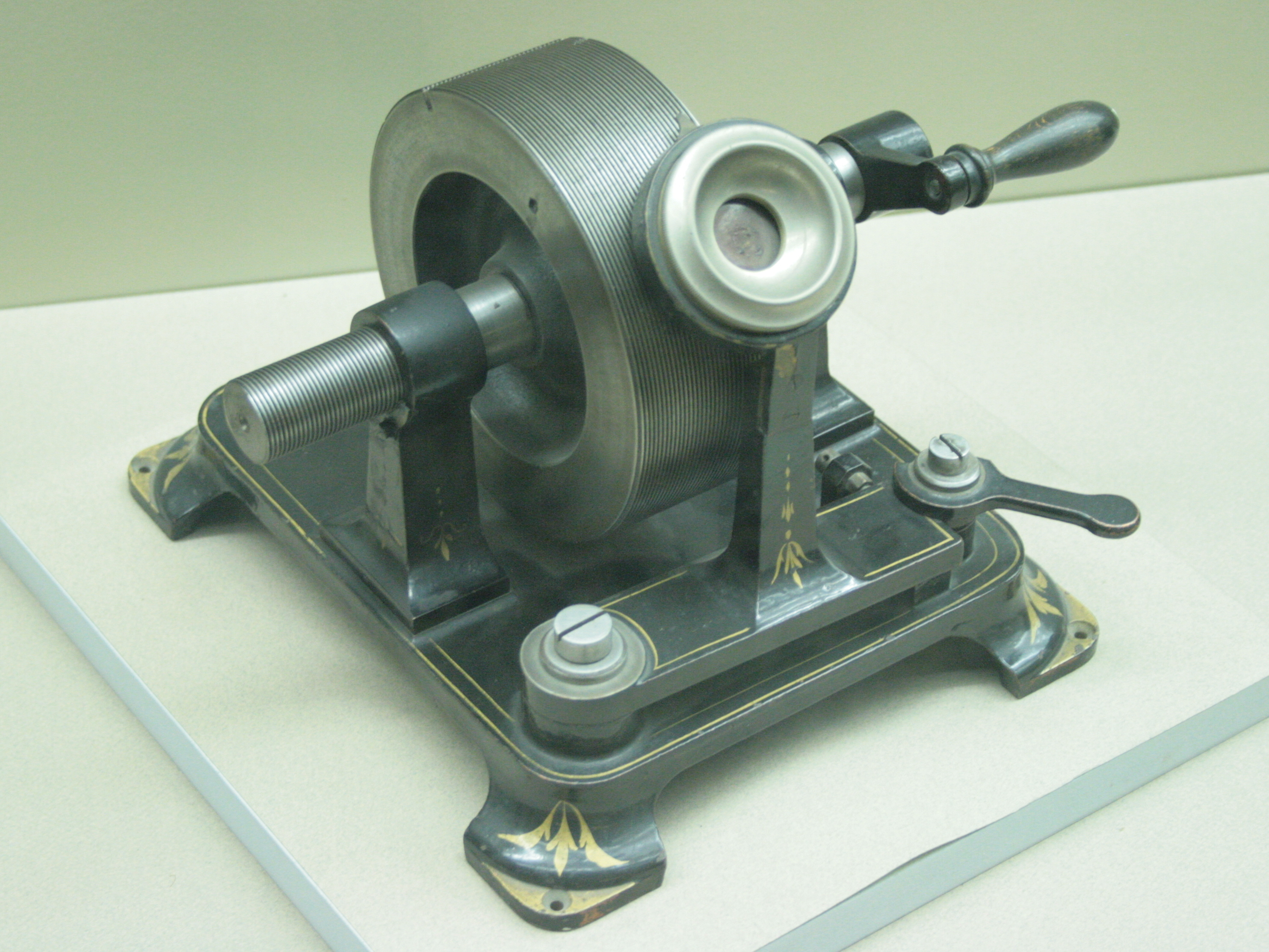
Phonographe d'Edison, 1877 (Musée des sciences de Madrid).

Le phonographe est un appareil destiné d'abord à graver, puis à reproduire du son (paroles ou musiques) par un procédé purement mécanique. 

Ce terme désigne les appareils utilisant un cylindre ou des cylindres amovibles et les appareils mécaniques à plateau utilisant des  disques amovibles. Le phonographe a été le premier appareil de reproduction sonore destiné au public et qui a servi autant dans les salons privés que dans des cafés en tant qu'instrument de musique à monnayeur. Il a servi également à transporter des informations ou des directives parlées et aussi comme moyen d'apprentissage des langues. 

Le mot « phonographe » a été formé à partir du grec ancien : φωνή / phonḗ, « voix », et γράφω / gráphô, « écrire ». Le procédé originel du phonographe, né dans les dernières décennies du XIXe siècle, est remplacé par le gramophone, mais pour le grand public, l'appellation phonographe, raccourcie en phono, désignera longtemps ce type d'appareils. D'autres appellations voient le jour au fil des années et des avancées technologiques (dont la stéréophonie au milieu du XXe siècle) : tourne-disque, platine tourne-disques, électrophone, pick-up, conjointement au magnétophone, appareils qui sont ensuite eux-mêmes éclipsés par les techniques de reproduction sonores nées de la numérisation. 

Ce type d'appareils est de retour au XXIe siècle pour le « scratch vinyle » des DJ. Il est dans le même esprit utilisé comme média intermédiaire pour la production de disques numérisés de rock 'n' roll après l'émergence du son électronique, et pour la restitution des vieux « 78 tours ».

## Historique

### Précurseurs
Les instruments de musique mécaniques, tels que limonaires, orgues de barbarie, pianos mécaniques et boîtes à musique préfigurent sur quelques aspects le principe du phonographe, en étant les précurseurs, permettant aux particuliers d’écouter un ouvrage musical directement chez eux sans devoir assister à un concert.
L'écrivain Savinien Cyrano de Bergerac imagine dans Histoire comique des États et Empires de la Lune (1657) des boîtes parlantes que les Séléniens utilisent à la place des livres. 
En 1857, le Français Édouard-Léon Scott de Martinville fixe un stylet sur une membrane élastique pour enregistrer la voix humaine : grâce à cette invention — baptisée le « Phonautographe » —la toute première voix enregistrée le 9 avril 1860 serait la voix de l'inventeur chantant la comptine pour enfants Au clair de la lune. Cet appareil ne pouvait qu'enregistrer le son. Il ne pouvait pas le lire.

### Invention et développement

#### Paléophone de Charles Cros
Touche-à-tout, poète et inventeur dans les domaines du téléphone, du télégraphe et de la photographie couleur, Charles Cros imagine en 1877 un moyen d'enregistrer les sons sur un support enduit de noir de fumée.

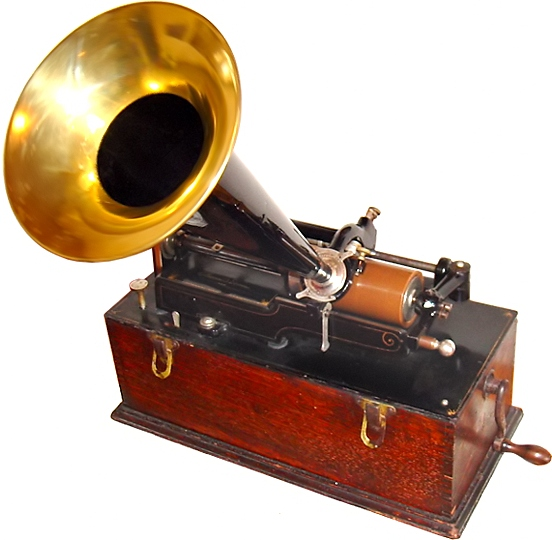
Phonographe d'Edison, version commerciale.

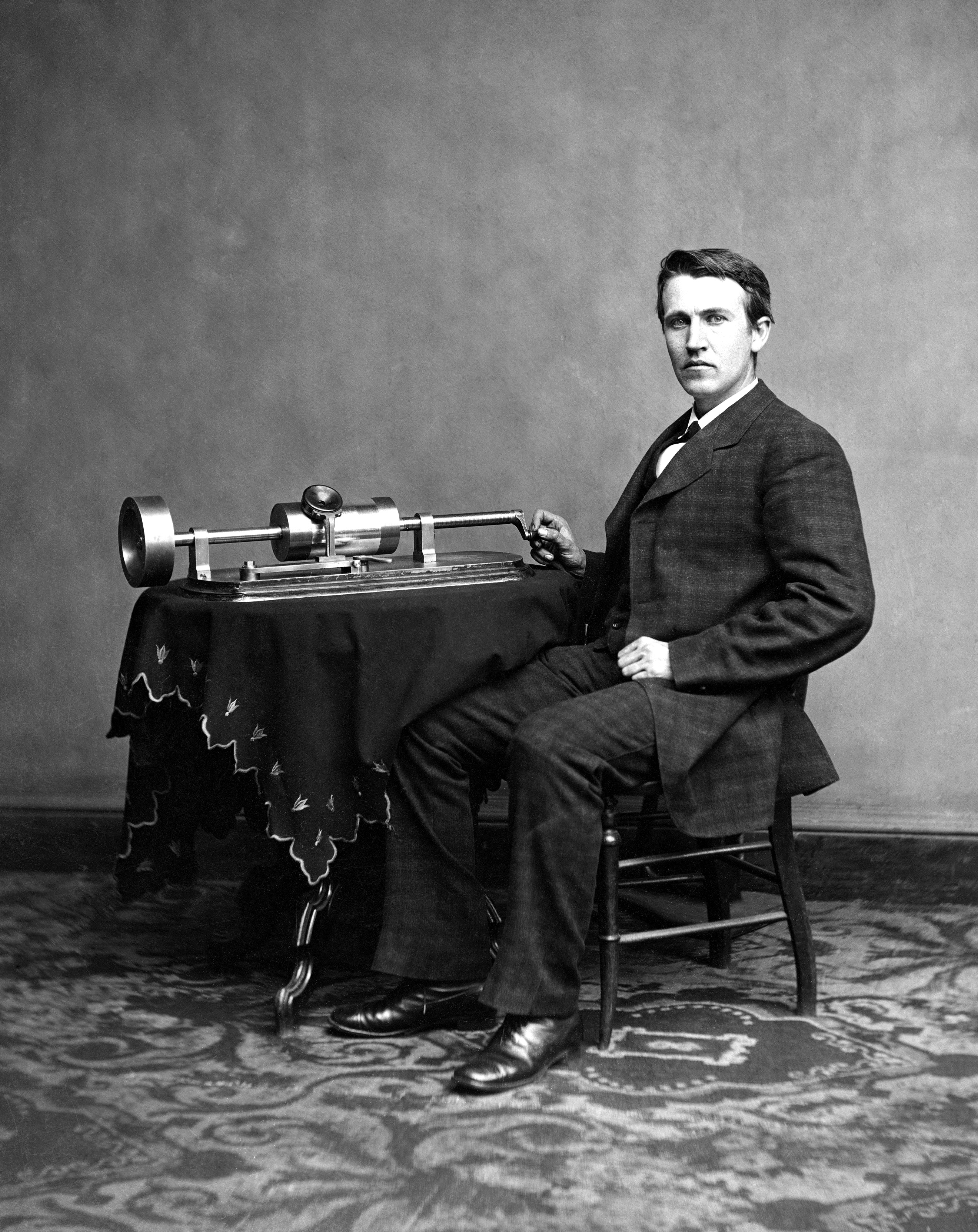
Edison et sa version de laboratoire du phonographe à cylindres.

L'appareillage est le suivant : une membrane vibrante, armée d'un stylet que l'on déplace à la surface d'une couche de noir de fumée, réagit aux fréquences sonores et laisse par l'intermédiaire du stylet un tracé variable qui aurait permis de reproduire les mêmes vibrations sur une membrane semblable par le procédé inverse. Charles Cros baptise son invention le « paléophone » (du grec palaios, ancien, et phonè la voix). Son dispositif est décrit dans un mémoire qu'il adresse le 18 avril 1877 à l'Académie des sciences. En octobre 1877, dans La Semaine du Clergé, l'abbé Lenoir publie (sous le pseudonyme de « Le Blanc ») une description de cet appareil dans laquelle figure pour la première fois le mot « phonographe ». L'écrivain Alphonse Allais affirme, notamment dans un de ses textes parus dans la revue Le Chat noir, avoir assisté à une séance de restitution des sons enregistrés par un phonographe fabriqué par Charles Cros en la présence de l'inventeur, qui deviendra son ami.

#### Phonographe à cylindre de Thomas Edison
Parallèlement, l'ingénieur américain Thomas Edison, au cours de ses recherches sur le télégraphe, entend les petits bruits d'une pointe de répétiteur parcourant une feuille de papier, qui lui donnent l’idée de la technique à employer pour enregistrer puis diffuser le son. Par ailleurs, le téléphone a déjà permis la mise au point du diaphragme capable de restituer le son de la voix et le tube acoustique celle du conduit qui guide le son. Edison dépose le brevet du phonographe le 19 décembre 1877, après un essai public le 7 décembre 1877. Il commercialise cette machine qui utilise des cylindres phonographiques, d'étain, puis de cire. La rotation est assurée en continu par une manivelle et régulée par un lourd volant. L'appareil d'Edison est un succès commercial à l'origine de l'industrie du disque. Edison étudie la motorisation électrique de la machine dès les années 1890.

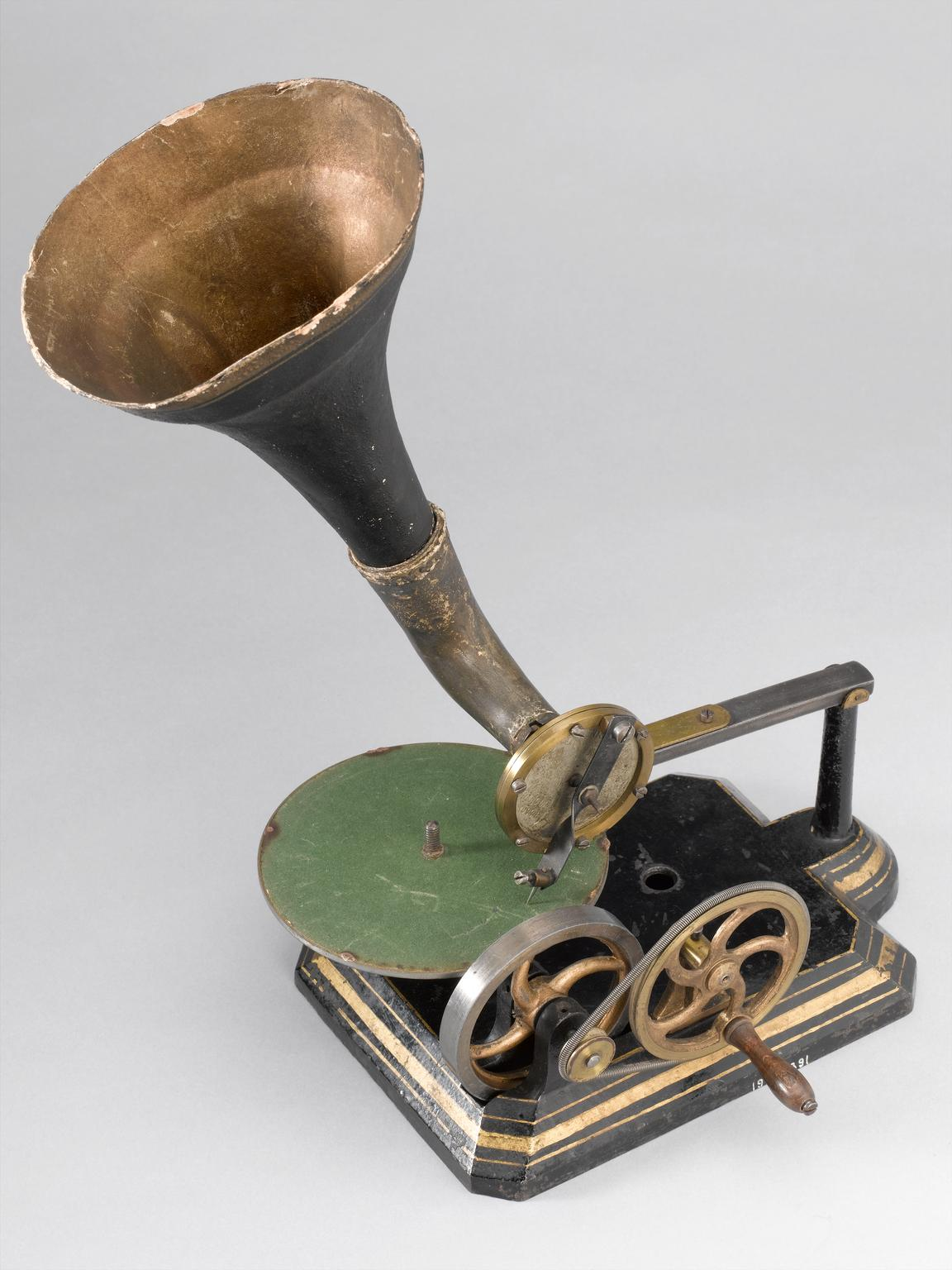
Gramophone Kämmer et Reinhardt, vers 1890.

#### Gramophone à disque d'Emile Berliner
L'ingénieur américain d'origine allemande Emile Berliner dépose en 1887 le brevet d'un procédé où la gravure Edison à profondeur variable sur un cylindre est remplacée par une gravure à largeur variable sur un disque. Il nomme son appareil le gramophone, sans doute l'inversion approximative du mot phonogram (du grec phone, « son » et gramma, « lettre, caractère »), peut-être inspiré de telegram.

## Description
Le phonographe permet d'enregistrer des sons grâce à un stylet (une aiguille interchangeable) fixée sur un diaphragme de mica. Le diaphragme vibre plus ou moins fort selon la puissance des sons qui lui parviennent et la fréquence de ses vibrations varie selon les graves et les aigus de la parole ou de la musique enregistrées. L'aiguille, solidaire du diaphragme, vibre à l'unisson et creuse plus ou moins profondément un sillon sur le cylindre d'étain (puis de cire) en rotation. Une vis sans fin déplace progressivement l'ensemble aiguille-diaphragme le long du cylindre.  Afin de permettre la diffusion commerciale des enregistrements, un processus de recopie sur des cylindres moulés de bakélite (matériau dur) est mis au point : le cylindre obtenu est plus solide et ne craint pas la chaleur. 
Le dispositif du phonographe commercialisé par Edison est entièrement mécanique aussi bien pour la rotation du disque ou du cylindre que pour la reproduction du son :
- la rotation est activée par un ressort que l'on tend au préalable en tournant une clé ou une manivelle, et la stabilité de la vitesse est assurée par un régulateur ;
- l'écoute s'effectue par la tête de lecture, pesant de 100  à   200 grammes, constituée d'une membrane vibrant par l'intermédiaire d'une grosse pointe qui réagit aux différences de profondeur du sillon hélicoïdal au long duquel elle se déplace, qui correspondent aux différences de  natures des sons (graves ou aigus, faibles ou forts). Les vibrations, très peu audibles dans les phonographes expérimentaux, sont transmises et amplifiées par un pavillon métallique (parfois, de cristal), dans les appareils destinés à la vente.

## Détails du fonctionnement

### Rotation du cylindre ou du plateau
Le moteur entraînant le cylindre ou le plateau est constitué d'un ressort semblable en plus grande dimension à celui d'une horloge, pendule ou montre, d'un jouet mécanique ou d'une boîte à musique, formé par un long ruban d'acier enroulé en force dans un boîtier cylindrique. L'opérateur actionne une manivelle durant les quelques tours nécessaires, jusqu'à une certaine résistance correspondant à l'enroulement complet maximal. La mise en rotation ou l'arrêt s'effectuent en basculant un levier muni d'un ergot caoutchouté qui maintient ou libère le plateau par friction.
Le plateau étant libre, la lame du ressort se détend, lui assurant sa rotation. La vitesse est régulée par un système à double masselotte en forme de coquille, semblable aux systèmes de compteurs de vitesse des voitures : plus la vitesse est importante, plus les masselottes s'écartent par force centrifuge (principe du régulateur à boules). Pour contrôler cette vitesse, et même la choisir ou l'ajuster à 78, voire 80 ou 90 tours par minute, un levier actionnant une butée circulaire limite plus ou moins l'écartement de ces masselottes, assurant sa régulation de manière constante durant tout le disque. Il était recommandé, avant toute inutilisation prolongée, de ne pas laisser le ressort sous tension sous peine de perdre de son efficacité. Il fallait le détendre en faisant tourner le plateau à vide jusqu'à l'arrêt.
Le tourne-disque apparaît dans les années 1920 et sa motorisation électrique commence.

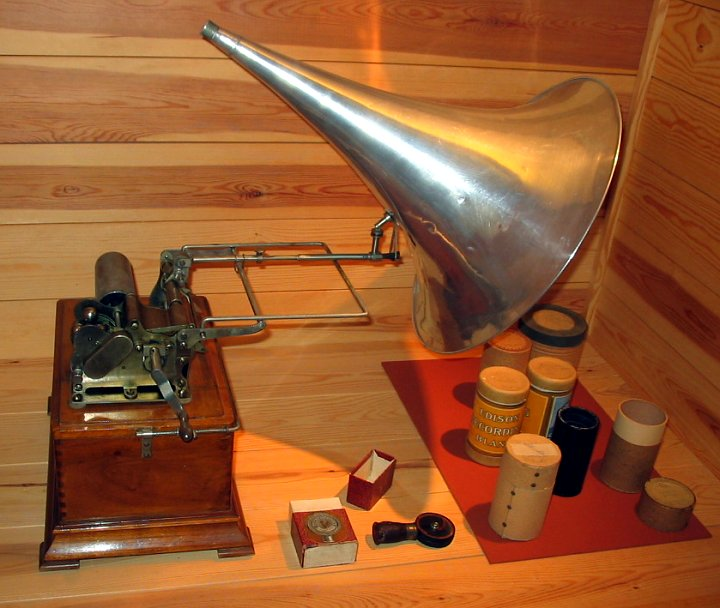
Phonographe Pathé, ses cylindres et son pavillon.

### Lecture et pointe
La tête de lecture est constituée d'une boîte plate munie d'un orifice porte-saphir, puis porte-aiguille, où l'on introduit le stylet que l'on fixe par une vis moletée. Ce stylet est alors solidaire de part et d'autre d'une membrane circulaire métallique ou en mica appelée diaphragme, amplifiant les oscillations de l'aiguille sous l'effet des sinuosités modulaires du sillon, correspondant aux fréquences acoustiques de l'enregistrement. Le principe sera d'ailleurs identique pour les pick-up et platines tourne-disques, excepté que l'oscillation de la pointe sera captée dans le bras puis amplifiée électroniquement.
La membrane du diaphragme étant relativement petite (correspondant à la taille d'un tweeter), celle-ci ne restitue correctement que des sons aigus. La reproduction correcte des fréquences basses est aidée par les qualités acoustiques du boîtier (en bois) et, pour les phonographes de salon, par le meuble ou le buffet en bois qui contiennent le mécanisme. Plus le volume du pavillon ou de la caisse de résonance est grand, meilleures sont l'amplification et les basses, le bois constituant par ailleurs un excellent matériau pour une bonne amplification acoustique (comme pour les instruments à cordes ou les grandes orgues). La réduction du volume sonore est obtenue par une sourdine fermant des volets.
L'aiguille doit être régulièrement changée après une à quatre écoutes de disques, sous peine de détérioration des enregistrements, et notamment d'une distorsion progressive des aigus. De petites boîtes contenant une centaine d'aiguilles en acier, sont alors vendues chez tous les disquaires, possédant selon leur forme, épaisseur et taille, divers niveaux de puissance allant de pianissimo à forte. Jugées meilleures au niveau du rendu sonore, des aiguilles en bois résistant sont disponibles aussi, qui peuvent être retaillées facilement.
Lors de ses premiers cylindres puis des premières galettes, la marque Pathé choisit d'opter jusqu'aux années 1925 environ (pour ses disques « saphirs ») pour une gravure en profondeur de la modulation, comme sur les appareils Edison. Elle nécessite une pointe diamant possédant à son extrémité une petite boule en tungstène très résistante. Mais comme ce procédé est suspecté d'user davantage les disques, les autres marques adoptent dès le départ la gravure longitudinale, du type gramophone, en utilisant une aiguille d'acier. Lors de l'exposition universelle de Paris en 1900, Pathé reçoit un grand prix pour son phonographe « le Gaulois ». Le corps de ce dernier est en fonte. Le son est enregistré sur des rouleaux de cire. Le phonographe dispose d'une tête d'écriture et d'une tête de lecture monophonique. Il a un pavillon en cristal. 

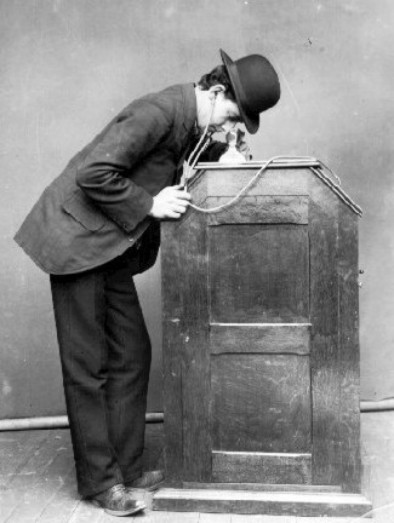
Utilisateur du Kinétophone muni d’écouteurs acoustiques (identiques au stéthoscope inventé depuis le milieu du XIXe siècle) qui propagent le son du phonographe à cylindre situé avec l’image à l’intérieur du coffre (1895).

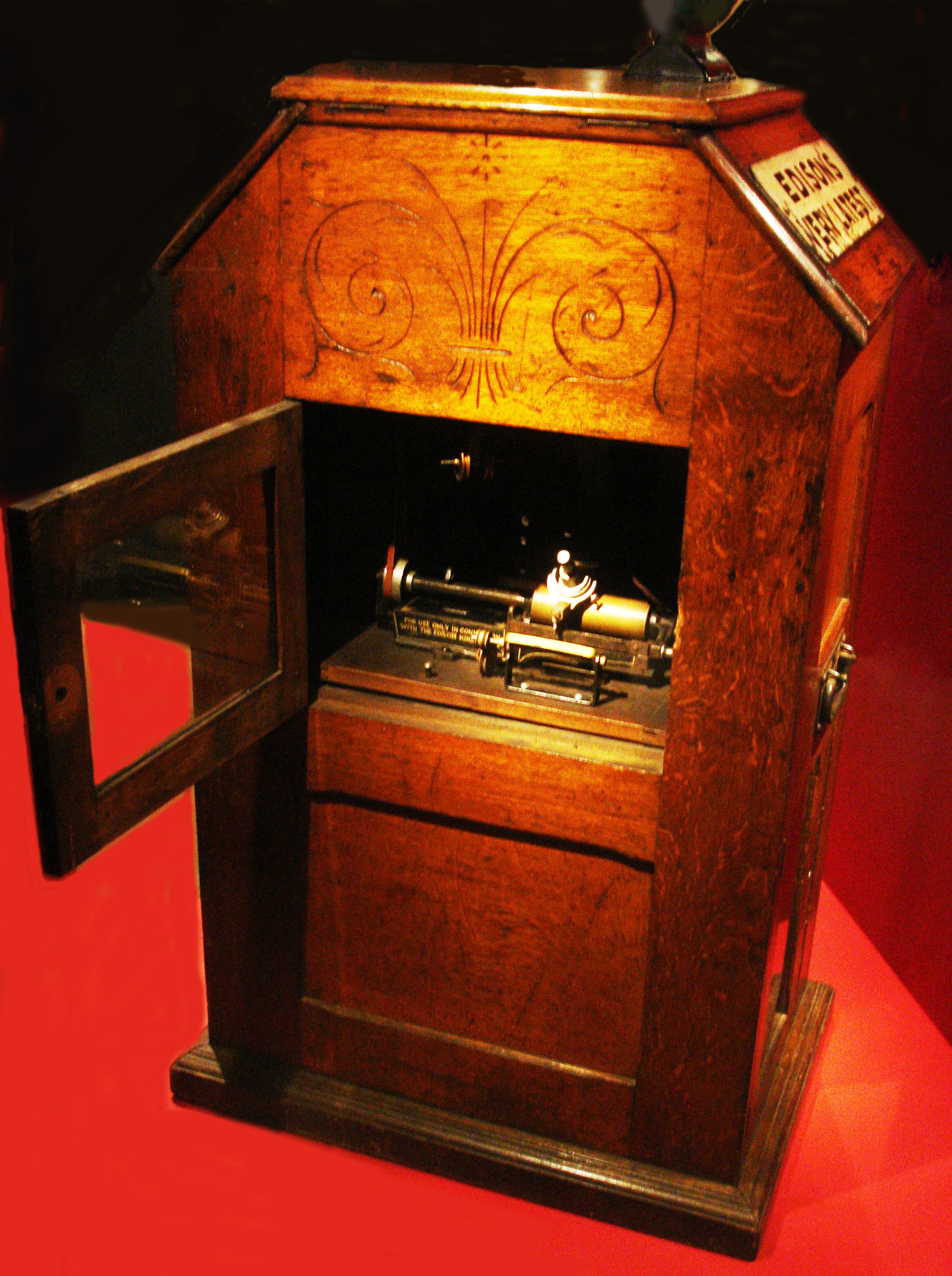
Couple kinétoscope et phonographe à cylindres de cire, appelé Kinétophone.

Certains phonographes, puis gramophones, préfigurant le casque, sont équipés de plusieurs tuyaux en caoutchouc partant de la caisse de résonance que l'on place sur chaque oreille. Cet équipement est celui qu'utilise en 1895 pour la première fois William Kennedy Laurie Dickson, le bras droit d'Edison, en couplant l'image animée et le phonographe, dans l'appareil dénommé Kinétophone, à visionnement individuel, dont la commercialisation est un échec. Cependant, l'exploitation à partir de 1893 de l'appareil muet, le kinétoscope, est un énorme succès, qui accélère dans le monde entier les recherches sur l'image animée. Cela incite notamment la famille Lumière à étudier un appareil similaire mais assurant la projection sur grand écran des images en mouvement. Ce procédé a été repris lors de l'Exposition universelle 1900 pour le premier cinéma parlant public.

## Musées et expositions en France
De nombreux musées du phonographe, souvent étendus aux gramophones, pick-up, postes à lampes, voire magnétophones, juke-box, et même télévisions et tous appareils de reproduction du son, existent dans toute la France, parfois même associés aux musées des musiques mécaniques, ainsi qu'aux festivals correspondants, tels que ceux de Beaumont, Vichy ou Dijon (orgues de Barbarie, pianos mécaniques, boîtes à musique, etc.).
Ils sont souvent issus de collectionneurs ayant conservé et/ou restauré minutieusement chacun de ces appareils.
C'est le cas par exemple du Musée de la Radio (fermé depuis 2007 pour rénovation), situé à Radio France, ainsi que le « Phono Museum », récemment installé 53 boulevard Rochechouart à Paris,.
Le site « phonorama » est dédié aux passionnés des phonographes et gramophones et à leurs inventeurs.
La vente ou l'achat des phonographes ou gramophones s'effectue très souvent chez les brocanteurs, antiquaires, salles de ventes aux enchères, ou auprès de spécialistes.

## Galerie

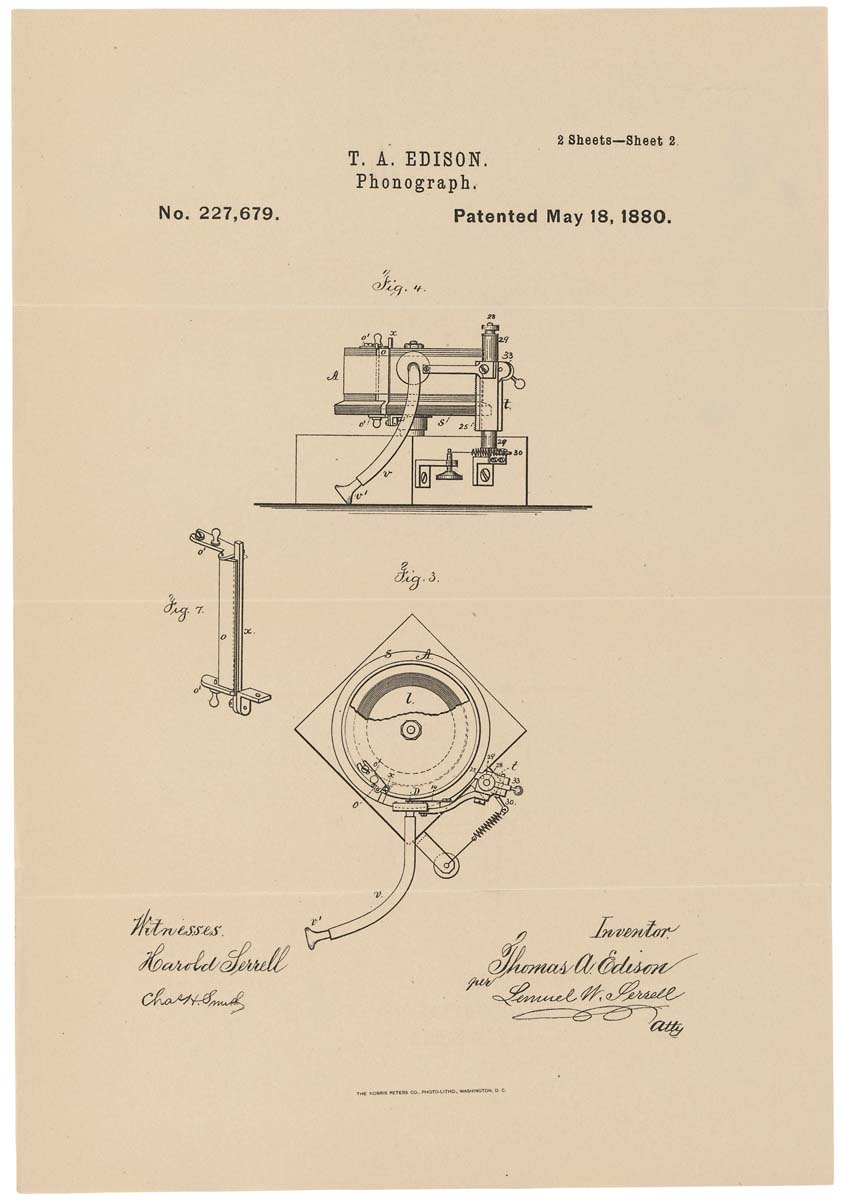
Le brevet d'invention du phonographe, déposé par Edison.
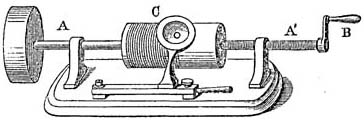
Phonographe enregistreur à cylindre d'Edison (description).
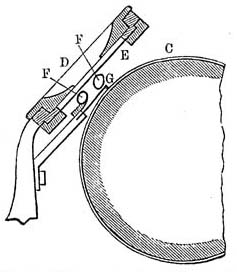
Détail de la tête d'enregistrement et de lecture du phonographe.
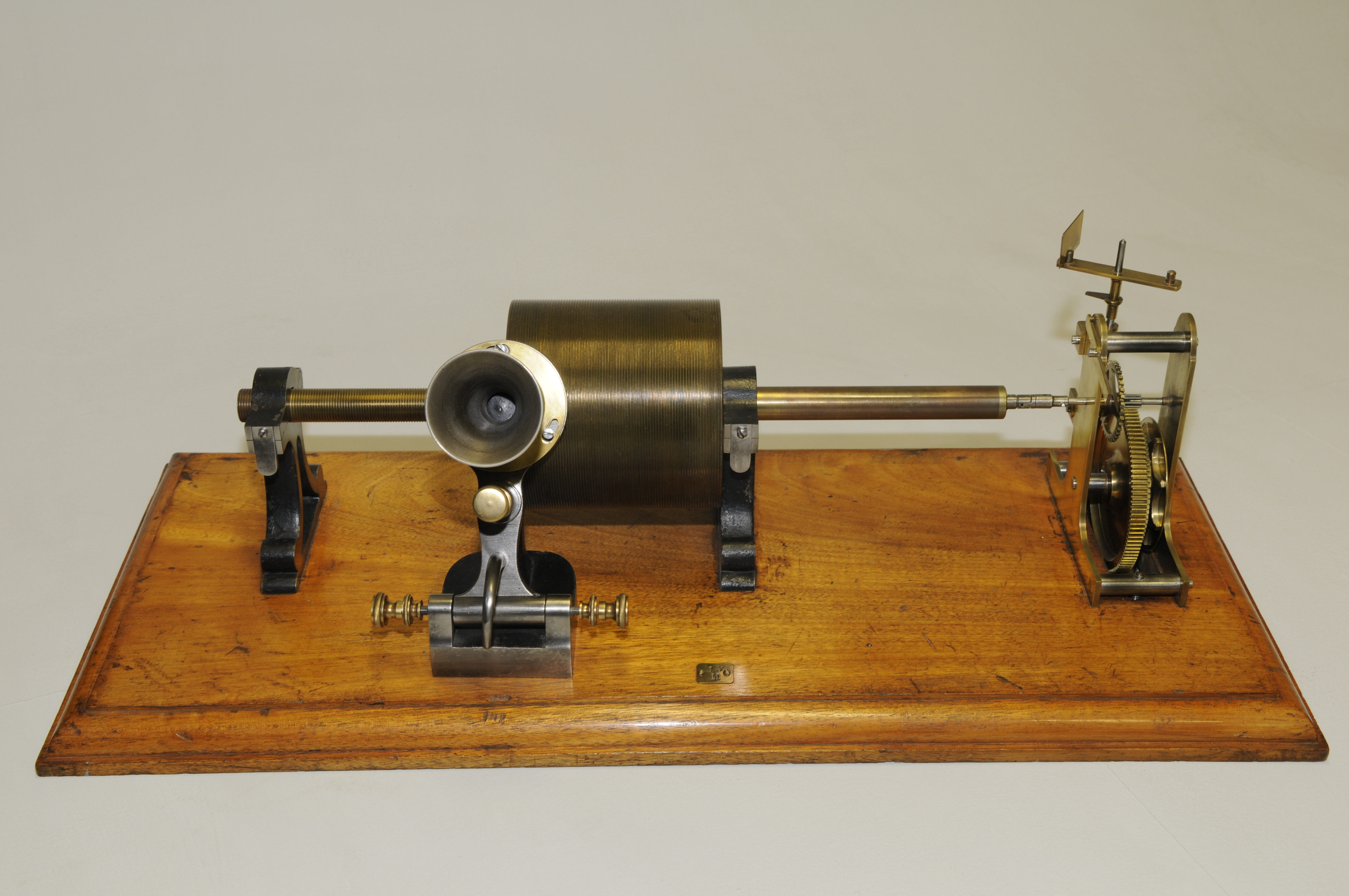
Phonographe enregistreur à cylindre - Coll. Muséum de Lille.
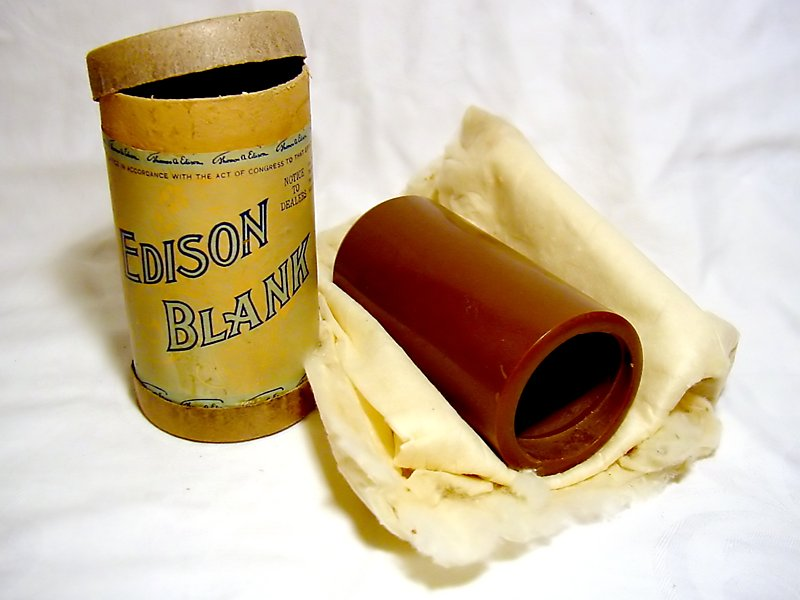
Cylindre de cire pour phonographe.
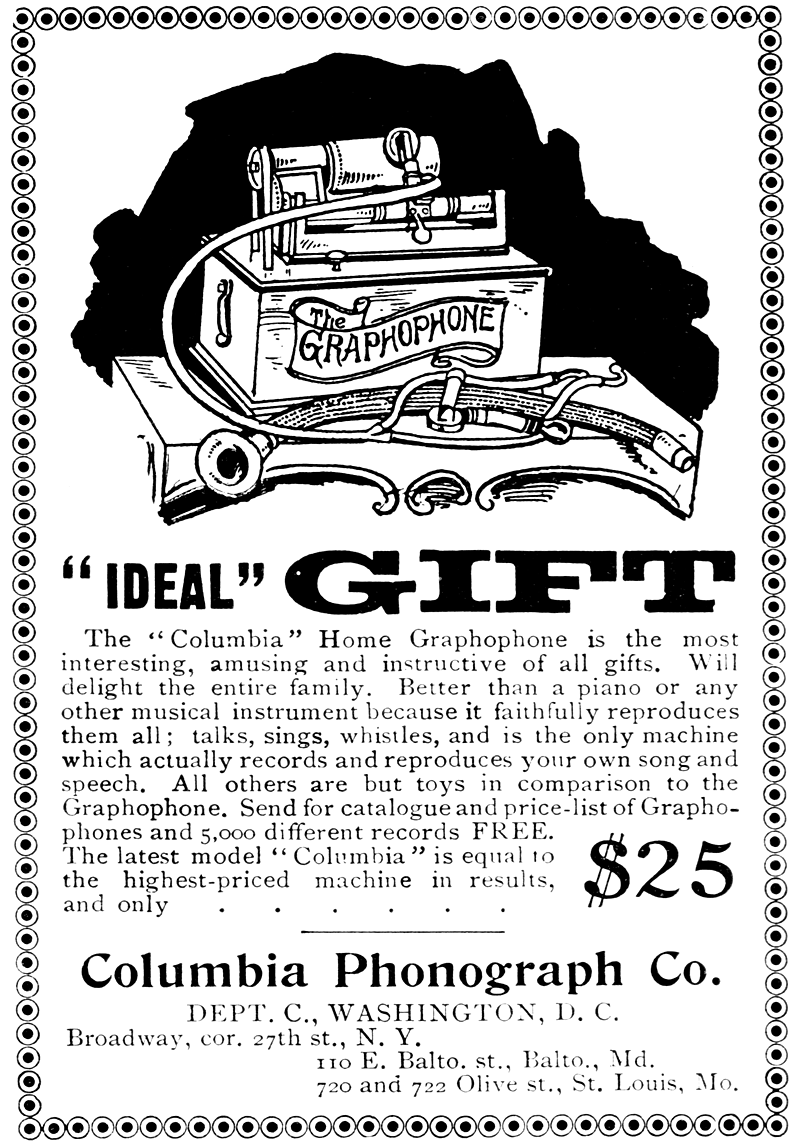
Publicité pour le phonographe